# (72599) 2001 FE12
(72599) 2001 FE12 – planetoida z pasa głównego asteroid okrążająca Słońce w ciągu 5,71 lat w średniej odległości 3,19 j.a. Odkryta 19 marca 2001 roku.